# Metz
Metz (pronunciado en francés mɛsⓘ) es una ciudad y comuna francesa en el noreste del país, antigua capital de la región de Lorena hasta 2015, y actual capital del departamento de Mosela, de la región del Gran Este. Es una de las ciudades con mayor patrimonio arquitectónico medieval de Francia.
De 511 a 751 Metz fue la capital del reino de Austrasia. Luego se convirtió en ciudad libre del Sacro Imperio Romano Germánico hasta que en 1552 el rey Enrique II de Francia se convirtió en su soberano, aunque la ciudad no pasó a ser legalmente francesa hasta la firma de la Paz de Westfalia en 1648.

## Historia

### Prehistoria
En 1882, un bifaz con una antigüedad de 200 000 años fue descubierto en un arenal de Montigny-lès-Metz. Los hombres que vivían en este período eran cazadores y recolectores, y eran nómadas  cuyos desplazamientos se vinculaban notablemente con su aprovisionamiento de alimento.
Las Hauts-de-Sainte-Croix encontraron algunos cascos del IV milenio a. C., pero la primera actividad importante atestiguada en el sitio comienza solo en el siglo I a. C. con la presencia de cabañas y de emplazamientos de casas de madera.
Los arqueólogos han exhumado también un muro galo. Este era parte de los vestigios del pueblo galo, cuyo territorio desde el siglo IV a.C. se extendía desde el Argonne hasta el Rin y al que Tácito menciona en el siglo I después de Cristo.

### El período galo-romano

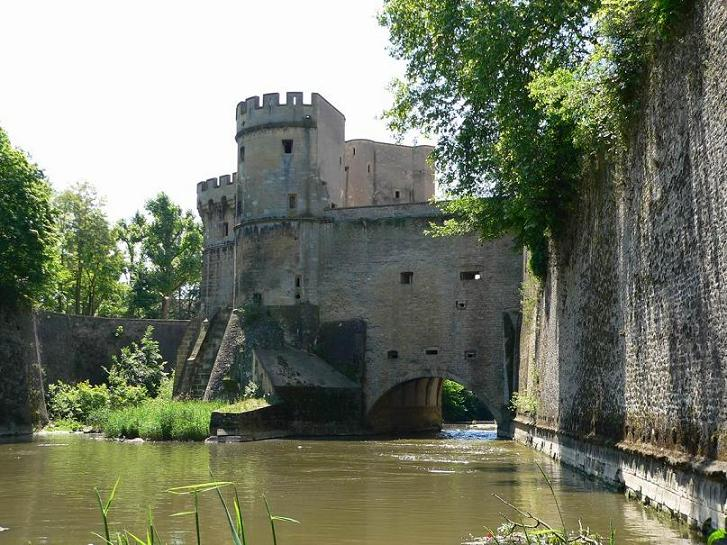
La Puerta de los Alemanes.

En la época de la conquista romana, Metz era una de las ciudades galas más importantes y después de su conquista fue anexionada a la Galia belga, cuya capital era Reims. El territorio que ocupaban sus habitantes era desde el Argonne hasta los Vosgos.
Las excavaciones arqueológicas de los últimos cincuenta años revelaron un poblado de edificios de madera y adobe (establecido según la cuadrícula limpia de las ciudades romanas con cardo y decumanus), así como  un gran anfiteatro; la superficie se multiplicó desde la formación de Francia. Metz se hizo una parada importante en la ruta en la que convergían las vías que llegaban de Lyon, Reims, Tréveris, Maguncia y Estrasburgo.
En Metz, como en el resto de la Galia, la civilización galorromana llegó entonces a su esplendor. La población de Metz, contaba entre 15 000 y 20 000 habitantes, que habitaban en construcciones de piedra.
A partir del 245, los períodos de paz fueron interrumpidos por episodios violentos y destructivos. En este clima de poca seguridad, la ciudad se rodea ahora de un recinto donde son reempleados bloques de arquitectura y estelas. A finales del siglo III o principios del siglo IV, fecha de la construcción del edificio de plano basilical conocido bajo el nombre de basílica de Saint-Pierre-aux-Nonnains.
En el 297, la ciudad es integrada en la primera Bélgica y pierde su territorio al oeste con la emergencia de la ciudad de Verdún. En cambio, Metz goza de la proximidad de Tréveris promovida a nivel de capital del Imperio.

### La Edad Media
Metz se convirtió en la capital del reino de Austrasia durante dos siglos antes de la formación de Francia, desde el 511 hasta el 751. A la muerte de Clodoveo en 511, Thierry I reconquistó la región noreste y la llamó Austrasia. Primitivamente estableció su capital en Reims, pero velozmente eligió a Metz en virtud de su situación central, construyó un palacio sobre la colina de la Santa Cruz, que acoge hoy en día a los museos de la Corte de Oro.
Metz se convirtió con el tiempo una ciudad libre del Sacro Imperio Romano Germánico. En el siglo IX, los edificios católicos se multiplicaron y la Iglesia se hizo con un papel importante en el corazón de la ciudad. La burguesía se desarrolló e hizo de Metz en el siglo XIII una república oligárquica dirigida por El Colegio de los Eclesiásticos.

### Anexión de Metz a Francia
Tras su derrota en la Guerra de Esmalcalda, varios príncipes de la liga se aliaron con el nuevo Rey de Francia, Enrique II, y tomaron algunas ciudades, entre ellas Metz. En 1552, el ejército de 55.000 hombres comandado por el duque De Alba tras un bombardeo que destruyó las fortificaciones las tropas de Carlos V del Sacro Imperio Romano Germánico levantaron el asedio sobre la ciudad tras 60 días por una epidemia de tifus dejando 600 heridos y enfermos españoles e italianos al cuidado de los sitiados. Ese mismo año Enrique II se convirtió en soberano de las tres ciudades eclesiásticas del Imperio: Metz, Toul y Verdún.
No fue hasta 1648, con la firma del tratado de Westfalia, que Metz se volvió legalmente parte de Francia y capital de la provincia de los Tres Obispados. Desde 1633 la ciudad se convirtió en la sede de su parlamento.
Metz se transformó entonces en una ciudad de guarnición, fuerte importante del reino de Francia, continuando desarrollándose.
La proximidad con Suiza y con el Sacro Imperio romano-germánico favoreció la adopción de la Reforma en Metz, que se convirtió en un centro protestante importante pero que volvió su fidelidad a la Santa Sede de forma precoz en respuesta a la emigración de los ciudadanos protestantes de Metz a Berlín en respuesta a la revocación del edicto de Nantes.

### La Edad Contemporánea
Durante la guerra de la Sexta Coalición, fue asediada por las tropas aliadas desde el 3 de enero de 1814, levantando el asedio el 10 de abril sin poder ocupar la ciudad.

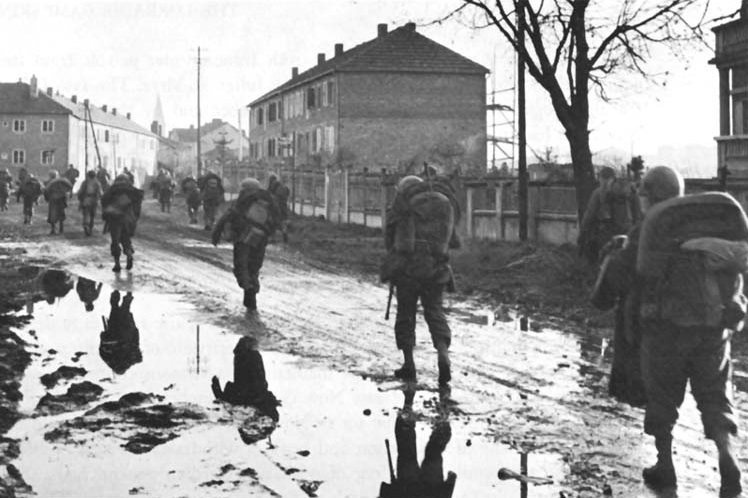
Liberación de Metz el 18 de noviembre de 1944.

Metz fue asediada durante la guerra franco-prusiana de 1870. Abandonada por la mayoría de los diputados franceses y dejada en manos de los diputados alsacianos, que votaron casi totalmente por la anexión, la ciudad se convirtió en parte del Imperio Alemán, hecho que fue legalizado con la firma del Tratado de Fráncfort y en la capital del distrito de Lorena, en el Territorio imperial de Alsacia y Lorena desde 1871 hasta 1919.
Después de la anexión, a pesar de la protesta de sus élites y de otros "ciudadanos" por la vuelta a Francia, la ciudad continuó aumentando de tamaño y convirtiéndose, conducida por la figura de su gobernador francés, Monseñor Pablo Dupont des Loges, que es elegido diputado "protestante" en el Reichstag. Metz se transforma y su urbanismo se hace un escaparate del imperio alemán. Aparecen numerosos edificios de estilo neoclásico o neogótico, entre los que destacan el pórtico de la catedral, el templo protestante y el palacio del gobernador. Como todas las ciudades de Reich, recibe una torre Bismarck, una columna de piedra marcada con la efigie del canciller, que domina la ciudad desde el monte San Quintín a Scy-Chazelles, y es tapada en lo sucesivo por la vegetación.
Convertida en un punto estratégico de la defensa del Imperio, se continuaron por orden de Otto von Bismarck los trabajos de fortificación comenzados durante el Segundo Imperio Francés. Desde 1871, el gobierno alemán había estado revisando minuciosamente el sistema defensivo de la ciudad, construyendo particularmente fuertes, como el Fuerte "von Biehler" alrededor del poblado.
Tras volver a ser parte de Francia, luego de la derrota alemana durante la Primera Guerra Mundial en 1918, Metz siguió siendo una guarnición de primera importancia. Más de 300 cafés convirtieron a la villa en una "Pequeña París del Este". Para entonces, aunque de habla francesa desde siempre, la ciudad se volvió bilingüe por las pocas generaciones de niños que habían sido enseñados a, no solo aprender, sino también a hablar, alemán en las escuelas. En los años 80 todavía los ancianos hablaban alemán entre sí y en las escuelas se oía a los niños, jugando a la pillapilla, decir «frei!», en lugar de «pouce!» sin saber el verdadero origen de dicho término.
De nuevo ocupada y anexada por los alemanes durante la Segunda Guerra Mundial, Metz se convirtió en la «marca del oeste» (Westmark) de la Alemania Nazi. Su población fue intentada germanizar, constituyéndose por ejemplo los "jóvenes alsacianos", una imitación de las juventudes hitlerianas cuyo nombre constituía un craso error geográfico por parte de los alemanes.
Metz fue liberada en noviembre de 1944 por la 95.ª división de infantería de Estados Unidos.

## Administración

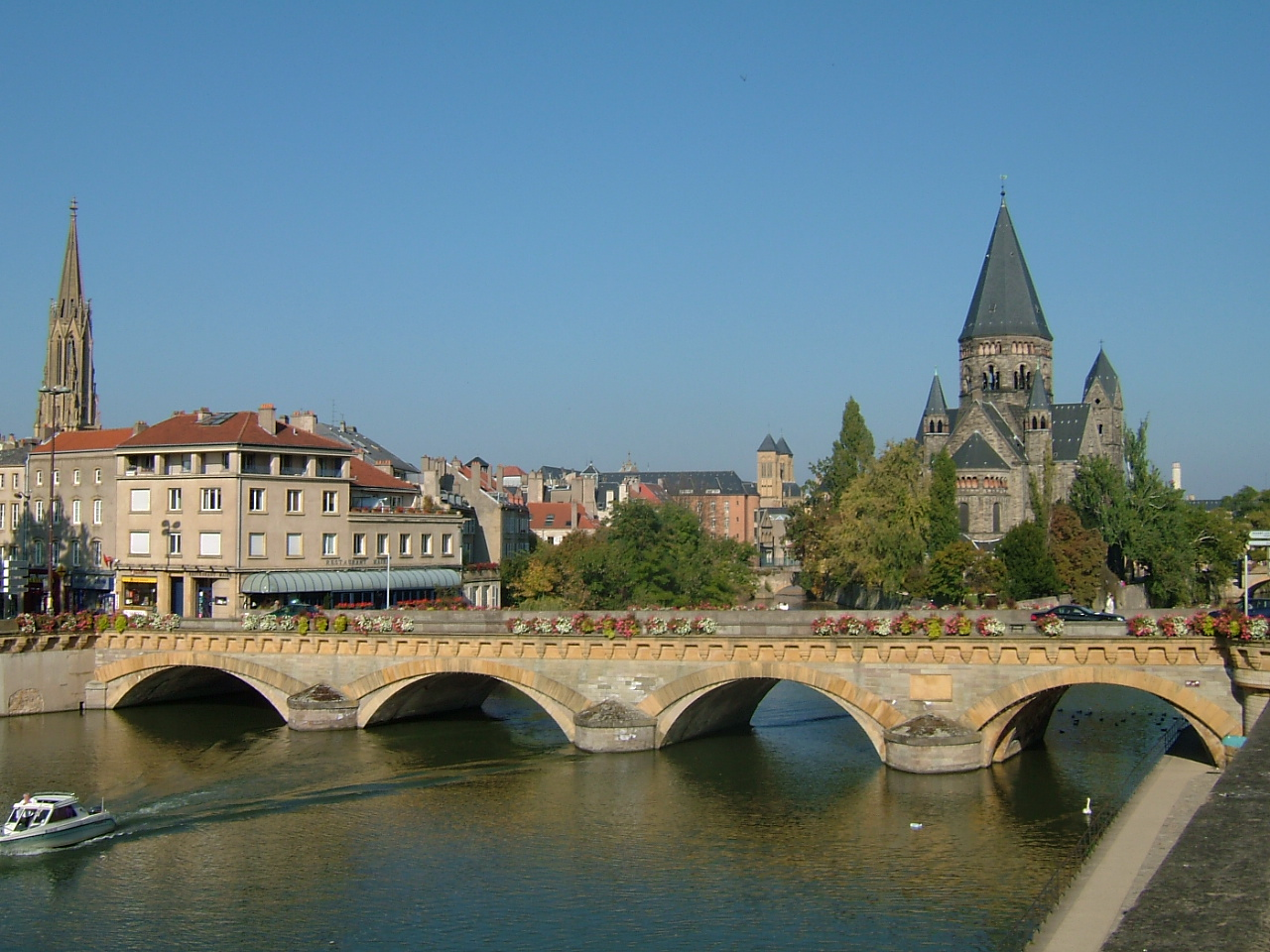
Vista sobre el puente medieval del templo nuevo rodeado por el Mosela.

Dominique Gros, el antiguo alcalde de la ciudad, fue elegido el 16 de marzo de 2008 y reelecto el 30 de marzo de 2014, luego de una segunda vuelta enfrentando a la candidata de la derecha y a la candidata del Frente Nacional. Es el primer alcalde socialista elegido desde la institución del sufragio universal en 1848. Desde 2020 el alcalde es François Grosdidier (LR).
En 1961, Metz se fusionó con 3 comunas de su periferia: Borny, Magny y Vallières.
Metz fue la sede del consejo regional de Lorena y, por lo tanto la capital de esta hasta 2015.

## Geografía
Metz se encuentra en la confluencia de los ríos Mosela y Seille. La ciudad posee 3 islas habitadas: La pequeña Saulcy, la gran Saulcy y Chambière. Las islas se unen entre sí y con la ciudad propiamente dicha por puentes: El puente medieval, el puente de los muertos, el puente de las rocas, el puente Saint-Marcel, el puente de la prefectura, el puente negro, el puente Saint-Georges y el puente de las rejas.
Las ciudades cercanas más importantes y a poca distancia son Nancy, 49 kilómetros al sur, la ciudad de Luxemburgo, 55 kilómetros al norte y Estrasburgo, cerca de la frontera con Alemania, 60 kilómetros al este. A la vez está situada a la mitad de camino entre Estrasburgo y Reims y de la misma forma entre París y Fráncfort del Meno.
Los barrios actuales de la ciudad son: La ciudad medieval de Metz, Bellecroix, Borny, Devant-les-Ponts, La Grange-aux-bois, Grigy Technopôle, La Corchade, Les Îles, Magny, Metz-centre, la ciudad nueva de Metz, Patrotte Metz-nord, Plantières Queuleu, Le Sablon y Vallières-lès-Metz.

### Clima
| Parámetros climáticos promedio de Metz-Frescaty (normales 1991–2020, extremos 1940–presente) | Parámetros climáticos promedio de Metz-Frescaty (normales 1991–2020, extremos 1940–presente) | Parámetros climáticos promedio de Metz-Frescaty (normales 1991–2020, extremos 1940–presente) | Parámetros climáticos promedio de Metz-Frescaty (normales 1991–2020, extremos 1940–presente) | Parámetros climáticos promedio de Metz-Frescaty (normales 1991–2020, extremos 1940–presente) | Parámetros climáticos promedio de Metz-Frescaty (normales 1991–2020, extremos 1940–presente) | Parámetros climáticos promedio de Metz-Frescaty (normales 1991–2020, extremos 1940–presente) | Parámetros climáticos promedio de Metz-Frescaty (normales 1991–2020, extremos 1940–presente) | Parámetros climáticos promedio de Metz-Frescaty (normales 1991–2020, extremos 1940–presente) | Parámetros climáticos promedio de Metz-Frescaty (normales 1991–2020, extremos 1940–presente) | Parámetros climáticos promedio de Metz-Frescaty (normales 1991–2020, extremos 1940–presente) | Parámetros climáticos promedio de Metz-Frescaty (normales 1991–2020, extremos 1940–presente) | Parámetros climáticos promedio de Metz-Frescaty (normales 1991–2020, extremos 1940–presente) | Parámetros climáticos promedio de Metz-Frescaty (normales 1991–2020, extremos 1940–presente) |
| Mes                                                                                          | Ene.                                                                                         | Feb.                                                                                         | Mar.                                                                                         | Abr.                                                                                         | May.                                                                                         | Jun.                                                                                         | Jul.                                                                                         | Ago.                                                                                         | Sep.                                                                                         | Oct.                                                                                         | Nov.                                                                                         | Dic.                                                                                         | Anual                                                                                        |
| -------------------------------------------------------------------------------------------- | -------------------------------------------------------------------------------------------- | -------------------------------------------------------------------------------------------- | -------------------------------------------------------------------------------------------- | -------------------------------------------------------------------------------------------- | -------------------------------------------------------------------------------------------- | -------------------------------------------------------------------------------------------- | -------------------------------------------------------------------------------------------- | -------------------------------------------------------------------------------------------- | -------------------------------------------------------------------------------------------- | -------------------------------------------------------------------------------------------- | -------------------------------------------------------------------------------------------- | -------------------------------------------------------------------------------------------- | -------------------------------------------------------------------------------------------- |
| Temp. máx. abs. (°C)                                                                         | 16.1                                                                                         | 20.8                                                                                         | 25.1                                                                                         | 29.6                                                                                         | 33.2                                                                                         | 37.7                                                                                         | 39.7                                                                                         | 39.5                                                                                         | 34.3                                                                                         | 26.8                                                                                         | 23.3                                                                                         | 18.1                                                                                         | 39.7                                                                                         |
| Temp. máx. media (°C)                                                                        | 5.4                                                                                          | 7.1                                                                                          | 11.6                                                                                         | 16.0                                                                                         | 20.0                                                                                         | 23.6                                                                                         | 25.8                                                                                         | 25.5                                                                                         | 20.9                                                                                         | 15.4                                                                                         | 9.4                                                                                          | 6.0                                                                                          | 15.6                                                                                         |
| Temp. media (°C)                                                                             | 2.7                                                                                          | 3.6                                                                                          | 7.0                                                                                          | 10.5                                                                                         | 14.5                                                                                         | 17.9                                                                                         | 20.1                                                                                         | 19.7                                                                                         | 15.7                                                                                         | 11.3                                                                                         | 6.5                                                                                          | 3.5                                                                                          | 11.1                                                                                         |
| Temp. mín. media (°C)                                                                        | 0.0                                                                                          | 0.1                                                                                          | 2.4                                                                                          | 4.9                                                                                          | 9.0                                                                                          | 12.3                                                                                         | 14.4                                                                                         | 14.0                                                                                         | 10.4                                                                                         | 7.2                                                                                          | 3.6                                                                                          | 1.0                                                                                          | 6.6                                                                                          |
| Temp. mín. abs. (°C)                                                                         | -20.1                                                                                        | -23.2                                                                                        | -15.3                                                                                        | -5.1                                                                                         | -2.5                                                                                         | 1.9                                                                                          | 4.3                                                                                          | 3.9                                                                                          | -1.1                                                                                         | -6.2                                                                                         | -11.7                                                                                        | -17.0                                                                                        | -23.2                                                                                        |
| Precipitación total (mm)                                                                     | 61.9                                                                                         | 56.0                                                                                         | 51.1                                                                                         | 45.1                                                                                         | 56.9                                                                                         | 56.1                                                                                         | 59.8                                                                                         | 59.3                                                                                         | 61.5                                                                                         | 64.8                                                                                         | 64.5                                                                                         | 76.5                                                                                         | 713.5                                                                                        |
| Días de precipitaciones (≥ 1.0 mm)                                                           | 11.1                                                                                         | 10.0                                                                                         | 9.9                                                                                          | 8.3                                                                                          | 9.6                                                                                          | 9.1                                                                                          | 8.9                                                                                          | 9.0                                                                                          | 8.4                                                                                          | 10.3                                                                                         | 11.4                                                                                         | 12.2                                                                                         | 118.1                                                                                        |
| Fuente: Meteo France                                                                         |                                                                                              |                                                                                              |                                                                                              |                                                                                              |                                                                                              |                                                                                              |                                                                                              |                                                                                              |                                                                                              |                                                                                              |                                                                                              |                                                                                              |                                                                                              |

## Demografía
| 36 878 | 32 099 | 39 131 | 42 030 | 39 767 | 42 793 | abs. | abs. | abs. | 56 888 | 54 817 | 51 332 | 45 856 | 53 131 | 54 072 | 60 186 | 59 794 | 58 462 | 60 419 | 54 965 | 62 311 | 69 624 | 78 767 | 83 119 | 70 105 | 85 701 | 102 771 | 107 537 | 111 869 | 114 232 | 119 594 | 123 776 | 124 500 | 123 580 |
| Para los censos de 1962 a 1999 la población legal corresponde a la población sin duplicidades (Fuente: INSEE [Consultar]) |        |        |        |        |        |      |      |      |        |        |        |        |        |        |        |        |        |        |        |        |        |        |        |        |        |         |         |         |         |         |         |         |         |

## Economía
Las actividades económicas más importantes de Metz son la metalurgia, el comercio, la industria automovilística, petroquímica y logística.
Metz es la sede de la Cámara de Comercio e Industria de Mosela. Esta organiza el Centro de formación de aprendices, el puerto nuevo de Metz, el puerto de Metz Mazerolle, y el puerto fluvial de Thionville.
Metz es a la vez un importante centro fruti-hortícola, siendo su especialidad la ciruela de mirabel.
Metz, con Nancy, Épinal y Thionville, forma un centro urbano de más de un millón de habitantes.
Forma parte del QuattroPole con Luxemburgo, Tréveris y Sarrebruck, unión que tiene por objetivo el progreso y el trabajo entre dichas ciudades.
Finalmente, Metz y Thionville han adherido en el 2007 a una organización al estilo del Benelux, el LELA, renombrado LELA+ por la ocasión. Con la entrada Metz y Thionville, el LELA+, formado hasta entonces por Luxemburgo, Esch-sur-Alzette, Longwy y Arlon ha buscado favorecer el comercio en el oeste de los Alpes.

## Educación
La ciudad cuenta un número importante de grandes escuelas, sobre todo escuelas de ingeniería. Por ejemplo, un de los mayores campus de los Arts et Métiers ParisTech está instalado en el parque tecnológico desde 1996. La universidad americana Georgia Tech también construyó un edificio de enseñanza y un instituto de investigación en el parque. La École supérieure d'électricité tienne un campus en Metz.
La Universidad de Lorena es la universidad histórica de la ciudad. Sus edificios están situados principalmente en la isla del Saulcy.
La ENIM (Escuela Nacional de Ingenieros de Metz) se encuentra situada en el Technopole.

## Transportes
La ciudad de Metz es accesible por las autopistas A4, que la une con París, Reims y Estrasburgo y por la autopista A31, que la une con Luxemburgo al norte y Nancy al sur.
Desde el 10 de junio de 2007, la terminal de trenes de Metz está directamente vinculada con París en 82 minutos por el TGV Este, reforzando los lazos entre la región lorena y la parisina.
Metz posee una red de autobuses gestionada por la red de transportes públicos de la ciudad, "LeMet". A diferencia de otras ciudades importantes, o de su vecina Nancy, Metz no posee tranvías ni líneas de ómnibus en territorio propio. Este hecho dio pie a numerosas protestas. El nuevo alcalde, Dominique Gros, ha realizado progresos en la materia, apostando a la creación de una línea de autobuses de tránsito rápido de 16 kilómetros y medio entre Woippy y el futuro hospital de Mercy. El sistema de buses recibió el nombre de Mettis, y cada vehículo tiene capacidad para transportar aproximadamente 150 personas.

## Cultura

### Gastronomía
Algunos platos propios de Metz son:
- El Boulet de Metz
- Las ciruelas Mirabelle
- El cochinillo de Metz
- La tarta de ciruelas Mirabelle
- La Quiche Lorraine
- El Potée Lorraine
- El Pâté Lorrain

El liceo hotelero de Metz es visto como uno de los mejores de Francia, junto con los de París y de Estrasburgo.

### Deportes
El club de fútbol de la ciudad es FC Metz, y milita en la Ligue 1, la primera categoría del fútbol nacional. Sus partidos de local los juega en el Stade Saint-Symphorien cuyo aforo supera los 25.600 espectadores.

### Personalidades ligadas a la comuna
- Louis Hestaux, pintor miembro de la École de Nancy.[11]

- Helena Studler (1891-1944),[12] hermana de la Caridad en Metz, fue además miembro de la resistencia francesa, reconocida por haber organizado la huida de más de dos mil fugitivos bajo el régimen nazi durante la Segunda Guerra Mundial.[13][14] Apodada «la Schindler francesa»,[15] fue distinguida con la Orden nacional de la Legión de Honor y la Croix de guerre con palmas.[16]